# Leontina Vaduva
Pour les articles homonymes, voir Vaduva.
Leontina Vaduva, née le 29 novembre 1960 à Roșiile en Roumanie, est une soprano française d'origine roumaine.

## Biographie
Diplômée du Conservatoire de Bucarest, Leontina Vaduva commence sa formation de chanteuse lyrique à Bucarest, sous Ceausescu, à une époque où « c'était très difficile. On était obligé de chanter des chants patriotiques et de participer à des fêtes nationales ». Elle est la fille de Maria Ciobanu. Une fois achevées ses études en Roumanie, elle chante Antonia dans les Contes d'Hofmann et Lauretta dans Gianni Schicchi, puis elle s'installe en France où elle commence une carrière internationale.
Au milieu des années 1980, elle incarne le rôle-titre dans Manon de Jules Massenet au Capitole de Toulouse puis à l'Opéra de Montpellier aux côtés de Gregory Kunde ou encore lors de la saison 1989-90 à l'Opéra d'Avignon, sous la direction de Jean-Yves Ossonce. Elle considère que ce rôle de Manon qu'elle a souvent chanté sur scène et pour lequel elle a eu le prix Lawrence Oliver, a été sa porte d'entrée dans le répertoire français. Le chef d'orchestre Michel Plasson « lui a appris son exigence et ses particularités, à faire ressortir les vraies couleurs, celles que l’on peut retrouver dans une toile de Monet par exemple ».
Elle se produit ensuite sur de nombreuses scènes dans des rôles de soprano lyrique où elle est appréciée pour sa jeunesse, son authenticité et sa présence sur scène. Et c'est dans le rôle de Juliette aux côtés du tout jeune Roméo de Roberto Alagna, qu'elle réalise avec son partenaire une performance au Royal Opera House, enregistrée pour un DVD de référence. Le couple est très jeune, assorti, et symbolise les amants de Vérone dans une mise en scène de Nicolas Joel. Et c'est toujours aux côtés de Roberto Alagna, qu'elle chante une Mimi remarquée dans La Bohème au Capitole de Toulouse puis à l'Opéra de Paris en 1995.
Au cours de sa carrière, elle aborde de nombreux rôles, outre ceux déjà cités, dont Ninetta dans La Pie voleuse, Gilda dans Rigoletto et Micaëla dans Carmen, Adina dans l'Elixir d'amour, Norina dans Don Pasquale, le rôle-titre de Mireille de Gounod et se produit dans les grandes salles comme l'Opéra de Paris, Covent Garden de Londres, la  Scala de Milan,le Staatsoper de Vienne, le Metropolitan Opera de New York et aux Chorégies d'Orange. Elle incarne d'une voix riche et généreuse les héroïnes du répertoire classique, de Gluck (Eurydice) à Poulenc (Blanche de La Force), en passant par Marguerite dans Faust, Violetta dans La traviata.
Premiers prix des concours internationaux de Bois-le-Duc (Pays-Bas), Francisco Viñas (Barcelone), Vérone (Italie) et Toulouse, Leontina Vaduva est aussi titulaire des Laurence Olivier Awards (Grande-Bretagne), Grand Officier de la Musique et de la Culture (Roumanie) et Officier des Arts et des Lettres (France).
Leontina Vaduva participe également à des enregistrements, notamment avec Placido Domingo, pour un récital de duos d'airs d'opéras français, sorti en 1998.
Elle s'est peu à peu retirée des scènes pour animer une master class.